# يسبر كلاين
يسبر كلاين (بالدنماركية: Jesper Klein)‏ هو ملحن وكاتب سيناريو وممثل دانمركي، ولد في 13 نوفمبر 1944 في الدنمارك، وتوفي بنفس المكان في 22 أغسطس 2011.

## وصلات خارجية
- يسبر كلاين على موقع IMDb (الإنجليزية)
- يسبر كلاين على موقع ألو سيني (الفرنسية)
- يسبر كلاين على موقع ميوزك برينز (الإنجليزية)
- يسبر كلاين على موقع أول موفي (الإنجليزية)
- يسبر كلاين على موقع قاعدة بيانات الأفلام السويدية (السويدية)
- يسبر كلاين على موقع أول ميوزيك (الإنجليزية)
- يسبر كلاين على موقع ديسكوغز (الإنجليزية)
- يسبر كلاين على موقع قاعدة بيانات الفيلم (الإنجليزية)
- يسبر كلاين على موقع كينوبويسك (الروسية)